# Liolaemus moradoensis
Liolaemus moradoensis — вид ігуаноподібних ящірок родини Liolaemidae. Ендемік Чилі.

## Поширення і екологія
Liolaemus moradoensis мешкають в регіоні Сантьяго, в регіоні Кайона-дель-Майпо. Вони живуть на кам'янистих гірських схилах, місцями порослих чагарниками. Зустрічаються на висоті від 900 до 4000 м над рівнем моря. Живляться комахами, є живородними.